# Браво Мурильо, Хуан
Хуа́н Бра́во Мури́льо (исп. Juan Bravo Murillo; 24 июня 1803, Фрехеналь-де-ла-Сьерра, провинция Бадахос — 11 февраля 1873, Мадрид) — испанский правовед, экономист, политик. Председатель правительства Испании в 1851—1852 годах.

## Биография
Браво Мурильо изучал юриспруденцию в Саламанкском и Севильском университетах, впоследствии работал адвокатом. После смерти короля Фердинанда VII Браво Мурильо получил назначение государственным прокурором в провинциальный суд Кадиса. После перехода власти к партии прогрессистов был вынужден сложить свои полномочия в 1835 году и вновь посвятить себя адвокатской деятельности. В мае-августе 1836 года занимал должность секретаря при председателе правительства Франсиско Хавьере де Истурисе.
Политическая карьера Браво Мурильо началась 22 сентября 1837 года с его избрания от партии умеренных в парламент, где он представлял интересы Севильи, Авилы, Уэльвы и Альбасете, но преимущественно Бадахос. В первые годы Браво Мурильо не играл особой роли в политической жизни страны вследствие сильной позиции генерала Бальдомеро Эспартеро, регента при малолетней королеве Изабелле II.
28 января 1847 года Браво Мурильо был назначен министром по вопросам помилования и юстиции в кабинете Карлоса Мартинеса де Ирухо, и с этого момента его политическая карьера пошла в гору. С 10 ноября 1847 года по 31 августа 1849 года Браво Мурильо занимал пост министра торговли, народного просвещения и общественных работ в третьем правительстве Рамона Марии Нарваэса. В это время он также временно исполнял обязанности министра морского транспорта, а также министра казны. В четвёртый кабинет Нарваэса Браво Мурильо вошёл в ранге министра казны и исполнял свои обязанности с 20 октября 1849 по 29 ноября 1850 года, поставив своей задачей сбалансировать финансовое положение государства.
15 января 1851 года Браво Мурильо стал преемником Нарваэса на посту председателя правительства Испании и в этом качестве служил до 14 декабря 1852 года, одновременно исполняя обязанности министра казны и временного министра по делам помилования и юстиции. Его преемником стал Федерико Ронкали. В 1852 г. он должен был уступить свое место генералу Лерсунди, а в 1854, когда вспыхнула в Испании революция, бежал из страны.
Приход к власти Бальдомеро Эспартеро и его партии прогрессистов полностью исключил Браво Мурильо из политической жизни Испании. Тем не менее, в начале 1858 года Браво Мурильо некоторое время занимал пост председателя парламента и в 1863 году за свои заслуги перед страной был избран пожизненным сенатором Генеральных кортесов.
Хуан Браво Мурильо — автор специализированных трудов по вопросам финансов и экономики. Он также написал автобиографическую книгу Opúsculos.